# اريك دبليو. روبنسون
اريك دبليو. روبنسون (بالإنجليزية: Eric W. Robinson) هو مؤرخ أمريكي، ولد في 28 مايو 1964.